# حیات یحیی
حیات یحیی کتابی است از یحیی دولت‌آبادی خوشنویس و فعال سیاسی دوره مشروطه که در آن به بررسی شرح‌حال خود و حوادث روزگارش می‌پردازد. این کتاب بعد از مرگ دولت‌آبادی توسط خانواده‌اش منتشر شده‌است.

## بخش‌های کتاب
- جلد سوم و چهارم:

جلد سوم کتاب در ۳۹ فصل و ۳۸۱ صفحه همراه با جلد چهارم (۴۲ فصل، ۴۴۵ صفحه) در یک مجلد توسط انتشارات فردوسی برای اولین بار در سال ۱۳۳۶ چاپ شده‌است.

### جلد سوم
در فصول ابتدایی به شرح تبعیدش به قسطنطنیه می‌پردازد. فصل اول با عنوان مسافرت یا تبعید این‌گونه شروع می‌کند:
 روز شنبه هشتم شهر شعبان یکهزار و سیصد و بیست و شش (۱۳۲۶ه) است که از طهران بعزم قسطنطنیه حرکت مینماین یا بامر دولت وقت از وطن خود تبعید می‌شوم مدت تبعید خود را نمی‌دانم و بظاهر بی‌شرط و قید روانه می‌گردم.
فصل دوم با نام تفلیس و ادسا به بیان توقف چندروزه‌اش در تفلیس می‌پردازد و می‌نویسد:
من از جدا شدن قفقاز از ایران افسوس می‌خوردم ولی زمین‌های آباد که از آن‌ها می‌گذشتم بما لبخند زده می‌گفتند اگر تاکنون ما جزء ایران بودیم کی و کجا این خوسبختی ما را حاصل می‌شد بلکه به‌صورت ویرانی مانده می‌باید باز سال‌ها لگدکوب اشتران و استران بارکش بوده باشیم در صورتی‌که اکنون خطوط آهن مانند عروق و شرائین قطعات پیکر ما را بهم پیوسته اعصاب ما را روح حیات داده‌است شما را چه بازداشته‌است که آرزوی بدبختی ما دارید.
عناوین فصول جلد سوم
1. مسافرت یا تبعید
2. تفلیس و ادسا
3. قسطنطنیه و احوال آن
4. اقدامات نگارنده
5. میتینگ بین‌المللی و اخبار ایران
6. مرگ پدر و حوادث ناگوار دیگر
7. سیاست خارجی ایارن در قورن اخیر
8. اقدامات سری و اوضاع جاری
9. انقلاب در قسطنطنیه
10. فتح ترکان جوان و خلع سلطان
11. اوضاع ایران پس از انقلاب عثمانی و احوال عثمانی
12. تجدید حیات انجمن سعادت
13. فتح تهران و تبدیل سلطنت
14. تهران و تاسف بی‌پایان
15. دولت و مجلس و اختلافات
16. زندگانی هجده‌ماهه
17. دعوت به کنگره نژادی لندن
18. دومین مسافرت به اروپا
19. کنگره نژادی
20. اخبار ایران و جلسات عمومی کنگره نژادی
21. بقیه احوال کنگره نژادی
22. اقامت سوئیس و قضایای ایران
23. وقایع جانگداز تبریز و اقدامان در خارج
24. حکومت بختیاری در ایران
25. ناصرالملک در اویان کنار دریاچه لمان
26. بقیه مسافرت و توقف در لوزان
27. روح جوان و مناسبت با جوانان
28. عاقبت احوال در اروپا و مقدمهٔ دوم کنگره نژادی
29. احساسات من در مراجعت به ایران
30. جنگ اروپا و تبدیل احوال
31. امیدواری و بدبختی
32. یک سال وقت گم‌شده
33. انقلاب سریع و مسافرت فوری
34. مسافرت و حوادث جنگی
35. کنت کانتیز آلمانی و گم‌شدن او
36. کرمانشاهان و بدبختی
37. میدانهای جنگ و بینوایی
38. قصر شیرین و احوال اسف‌بار
39. اردوی سرگردان

### جلد چهارم
عناوین فصول جلد چهارم
1. ترک وطن و خانقین و بغداد
2. راه حلب، قصه ارامنه، اوضاع و احوال در قسطنطنیه
3. احوال ایران و افکار عثمانیان
4. بقیه شرح احوال در قسطنطنیه و اوضاع عثمانیان
5. سفر شمال و بهبود احوال
6. استکهلم و مأموریت
7. دولت بلشویک در روسیه و بقیه احوال در سوئد و دانمارک
8. برلن و سفر ایران
9. آذربایجان و قشون عثمانی
10. تهران پس از جنگ عمومی و قوای دولت
11. احوال خویش و مذاکره با شاه و دولتیان
12. سفر اصفهان
13. یاغیان کاشان و سرانجام کار ایشان
14. وثوق‌الدوله
15. انقلابات بعد از عقد قرارداد
16. بقیه کار میرزا کوچک‌خان و عاقبت ریاست وثوق‌الدوله
17. چند ماه ریاست مشیرالدوله و جنگ با متجاسرین
18. سیاست‌باری بیگانه و انحلال قزاقخانه
19. شرح‌حال نگارنده و طرفداران جامعه ملل و کمیته آهن
20. ریاست فتح‌الله خان سپهدار اعظم گیلانی و اوضاع دربار و سیاست‌بازی بیگانه
21. مجلس عالی دربار و برهم‌خوردن آن
22. دسیسه‌کاری و کشف حقیقت
23. معاهده روس و ایران و احوال عمومی
24. امرار وقت پریشان احوال دولت
25. اجرای سیاست مخفی و مقدمات کودتا
26. برافکندن دولت با حمله نظامی
27. ریاست سه‌ماهه ضیائی و سیاست داخلی و خارجی سردار سپه
28. سردار سپه و نظامیان و واقعه قتل ایمبری آمرکایی
29. دو قهرمان لشکری و کشوری
30. سردار سپه و میلیون و خاتمه نفوذ روحانی‌نمایان
31. قم و مرکز روحانیت روحانیون نجف و اصفهان
32. ریاست وزرائی سردار سپه - نمایش امتعه وطن - روحانیون اصفهان - احوال نگارنده
33. مجلس پنجم یا دوسال میان دو محذور
34. مجلس مشاوره خصوصی کار خزعل‌خان - قهر کردن سردار سپه و انقلابات در تهران
35. مسافرت نابهنگام - اعطای ریاست کل قوا به سردار سپه - ملافاتها با ولیعهد
36. زمزمه جمهوریت برای لغو کردن قانون اساسی
37. اقدامات آخرین دودمان قجر - عملیات سردار سپه - مجروح شدن مدرس
38. انقراض سلطنت قاجاریه و پادشاهی رضاشاه پهلوی
39. باقی عمر مجلس پنجم و شرح‌حال نگارند و رفیقان
40. عاقبت کار نگارنده در ایران و توقف در اروپا
41. احوال عمومی ایران و حوادث عمدهٔ آن در این چندسال
42. خاتمه جلد چهارم